# Сылвинские заводы
Сылвинский (Сылвенский, Верхнесылви(е)нский) и Нижнесылви(е)нский железоде́лательные заво́ды — металлургические заводы, действовавшие на реке Сылве в Красноуфимском уезде с 1738 до 1910 года и давшие начало селу Сылва. Совместно с Саргинским Сылвинские заводы были единым комплексом по производству сортового железа, специализируясь на производстве кровельного. Административно предприятия входили в Верх-Исетский горный округ.

## История

### XVIII век
11 ноября 1734 года В. Н. Татищев подписал определение о начале строительства казённого железоделательного завода на реке Сылве, в 100 верстах севернее Красноуфимска. На выбранной территории с XVII века жили старообрядцы. Строительные работы начались в 1735 году, запуск в эксплуатацию состоялся 22 ноября 1738 года. В первые годы оборудование Сылвинского завода состояло из 3 молотов, 4 кричных горнов, кузницы и вспомогательных механизмов. Чугун для переработки привозился с Верхисетского и Уткинского заводов. К 1750 году парк оборудования расширился и включал в себя 6 молотов, 12 горнов.
17 июля 1758 года завод был передан казной в собственность С. П. Ягужинскому, вступившему во владение с 1 января 1759 года. По состоянию на 1760 год, на заводе функционировали 9 молотов, объём производства в этом году составил 42,6 тыс. пудов железа. Ягужинский не вкладывал средств в обновление оборудования, что привело к попыткам со стороны Берг-коллегии в 1765 году вернуть завод в казну. Сенат встал на сторону владельца, и завод остался в собственности Ягужинского.
В 1771 году на Сылвинском заводе функционировали 9 молотов, 15 горнов, якорная фабрика, обжигальная печь, кузница на 8 горнов и вспомогательное оборудование. Штат завода состоял из 183 казённых мастеровых и работных, крепостных на заводе не было. Часть работ выполнялась приписными крестьянами. Товарное железо сплавлялось речным транспортом и продавалось на внутреннем рынке, частично шло на экспорт и в казну.
Во время Пугачёвского восстания Сылвинский завод был разрушен и разграблен. В 1778 году С. П. Ягужинский из-за долгов вынужден был продать завод С. Я. Яковлеву. В 1780 году 9 молотами завод произвёл 30,9 тыс. пудов листового кровельного железа.
В 1787 году завод по наследству перешёл во владение И. С. Яковлева. С 1795 года Сылвинский завод стал получать железо с вновь построенного Саргинского завода для передела в кровельное. Это позволило нарастить объёмы производства.

### XIX век
В начале XIX века на Сылвинском заводе функционировали 8 кричных горнов и 8 молотов. Штат завода состоял из 439 казённых мастеровых и 2876 приписных крестьян. В 1800 году было произведено 66,6 тыс. пудов железа.
После раздела собственности между наследниками С. Я. Яковлева в 1806 году Верхисетский горный округ, включая Сылвинский завод, перешёл во владение А. И. Яковлева. В этом году на заводе работали 517 казённых мастеровых, 24 крепостных и 2969 приписных крестьян. В 1807 году Сылвинский и Саргинский завод суммарно произвели 70,6 тыс. пудов железа, в 1811 году — 66,9 тыс. пудов, в 1815 году — 68,7 тыс. пудов.
В годы Отечественной войны 1812 года Верхнесылвинский завод производил пушечные ядра, сабли и ружья.
В 1816 году в одной версте ниже по течению Сылвы от Сылвинского завода А. И. Яковлев построил второй вспомогательный железоделательный завод, получивший название Нижнесылвинский. Первый с этого времени стал называться Верхнесылвинским. Два Сылвинских и Саргинский заводы составляли единый металлургический комплекс по производству сортового железа. В 1823 году на трёх заводах было произведено 62,6 тыс. пудов железа, в 1827 году — 52,9 тыс. пудов, в 1834 году — 67,1 тыс. пудов.
В 1859 году на трёх заводах было отлито 8,9 тыс. пудов чугунных изделий, было произведено 117,1 тыс. пудов широкополосного железа, 75,9 тыс. пудов листового, 0,6 тыс. пудов шинного, 1,7 тыс. пудов котельного, 2,8 тыс. пудов обручного, 3,1 тыс. пудов полосового, а также 11,5 тыс. пудов болванки. В этом же году Сылвинские заводы перешли по наследству к детям А. И. Яковлева И. А. Яковлеву и Н. А. Стенбок-Фермор. В 1862 году Надежда Алексеевна выкупила у брата его долю, став единоличной владелицей Сылвинских заводов.
В начале 1860-х годов дача Сылвинских заводов имела площадь 113,3 тыс. десятин. На Верхнем заводе функционировала вагранка, 1 воздушная и 2 раскатные печи, 4 кричных горна, 4 кричных молота, 1 слесарный и 8 кузнечных горнов, 1 токарная машина, 2 плющильных и 2 воздуходувных машины. На Нижнем заводе функционировал 1 горн для производства стали, 4 кузнечных и 2 гвоздильных горна, 4 молота, плющильная и воздуходувные машины. В 1865 годы наливные колеса, приводившие в действие плющильные машины на Нижнем заводе были заменены двумя турбинами Шиле по 40 л. с. каждая.
Отмена крепостного права привела к росту себестоимости готовой продукции и нехватке рабочей силы. Также Сылвинские заводы испытывали сложности из-за высоких затрат на перевозку чугуна, полуфабрикатов и готовой продукции. В 1860 году численность рабочих на трёх заводах составляла 701 человек, в 1861 году — 623 человека, в 1862 году — 455 человек. В 1860 году на трёх заводах было произведено 68,1 тыс. пудов листового глянцевого железа, 0,4 тыс. пудов шинного, 3,1 тыс. пудов обручного и резного, 2,7 тыс. пудов полосового и 15 тыс. пудов болванки. В небольшом количестве также производилось сундучное железо и гвозди. Суммарная стоимость произведённых в 1860 году товаров составила 168 тыс. рублей. В 1861 году было произведено 42,5 тыс. пудов листового глянцевого, 0,4 тыс. пудов шинного, 1,1 тыс. пудов обручного и резного, 1 тыс. пудов полоснопрокатного, 0,1 тыс. пудов гвоздей, 8,3 тыс. пудов болванки. В 1862 году было произведено 80,2 тыс. пудов товарного железа разных сортов.
В начале 1860-х годов Сылвинские заводы по-прежнему получали чугун с Верхисетского и Уткинского заводов. В 1863 году на Верхнем заводе действовали 2 отражательных и 2 железораскаточных печи, вагранка, 4 кричных горна, 1 слесарный и 12 кузнечных горнов. Энергетическое хозяйство, обеспечивавшее два Сылвинский и Саргинский заводы, состояло из 33 водяных колёс общей мощностью в 219 л. с. На основных заводских работах были заняты 230 человек, на вспомогательных — 350 человек. В этом же году на трёх заводах было произведено 103 тыс. пудов готового железа и 18,4 тыс. пудов чугунных отливок. В 1865 году на Сылвинских заводах старые кричные горны были заменены контуазскими. На Верхнесылвинском заводе водяные колёса, приводившие в действие механизмы раскатных машин, были заменены двумя паровыми машинами мощностью по 40 л. с. каждая и турбиной Шиле в 40 л. с. В этот же период производилась замена вододействующих молотов паровыми, была построена фабрика для ремонта заводского оборудования.
В 1869 году два Сылвинских завода выпустили 0,9 тыс. пудов полосового железа и 128,1 тыс. пудов листового. Металл продавался на внутреннем рынке и частично шёл на экспорт в Европу и США. В 1881 году на трёх заводах было произведено 164,7 тыс. пудов листового железа.
По состоянию на 1885 год, заводской дача Сылвинских заводов имела площадь 97,5 тыс. десятин, в том числе 94,9 тыс. десятин леса. В этот период энергетическое хозяйство заводов состояло из 29 вододействующих колёс общей мощностью в 456 л. с. и 6 паровых машин общей мощностью в 96 л. с. На основных работах трудилось 705 человек, на вспомогательных — 765 человек. Парк оборудования тр.ёх заводов состоял из 16 кричных горнов и 12 калильных печей.
В 1886 году из-за высоких накладных расходов был закрыт Саргинский завод, часть его оборудования была перемещена на Верхнесылвинский. По состоянию на 1888 год, на Верхнем заводе функционировали 5 турбин общей мощностью 160 л. с., одна паровая машина в 50 л. с., 12 кричных горнов, 16 калильных и других печей, 8 вододействующих и 6 паровых молотов и 5 прокатных станов. В этом же году было произведено 183,2 тыс. пудов готового железа, в 1891 году — 185,3 тыс. пудов железа и 23,6 тыс. пудов литья. В 1895 году на Верхнем заводе функционировали 10 калильных печей, 8 вододействующих и 6 паровых молотов, 5 прокатных станов, 2 отражательных печи, 8 кузнечных и якорных горнов. В 1897 году на двух Сылвинских заводах было изготовлено 271 тыс. пудов товарного железа.
В 1889 году на Всемирной выставке в Париже экспонировалось сылвинское глянцевое железо высокой прочности и толщиной с лист бумаги.

### XX век
|      | тыс. пудов |
| 1899 | 301,7      |
| 1900 | 299,1      |
| 1901 | 278,3      |
| 1902 | 295,7      |
| 1906 | 146,0      |
| 1910 | 16,4       |
| ---- | ---------- |

В 1899 году Сылвинские заводы стали собственностью семейно-паевого товарищества наследников графини Н. А. Стенбок-Фермор. В 1899 году на двух заводах было произведено 301,7 тыс. пудов листового кровельного железа, в 1900 году — 299,1 тыс. пудов, в 1901 году — 278,3 тыс. пудов, в 1902 году — 295,7 тыс. пудов. По состоянию на 1905 год, на двух заводах действовало 12 кричных горнов, 8 вододействующих и 6 паровых молотов, а также 5 прокатных станов. На Верхнем заводе действовали 5 турбин общей мощностью 220 л. с., 3 паровые машины общей мощностью 150 л. с., одно водяное колесо в 12 л. с. На основных работах Верхнего завода были заняты 297 человек, на вспомогательных — 427 человек; Нижнего — 99 и 142 человек соответственно.
Экономический кризис начала XX века привёл к снижению спроса на кровельное железо. В 1906 году на Верхнем заводе было произведено 146 тыс. пудов готового железа, в 1908 году производилась только отливка чугунных изделий. В этом же 1908 году Нижнесылвинский завод был остановлен.
В 1910 году Сылвинские заводы перешли во владение акционерного общества Верхисетских горных и механических заводов бывших Яковлева. В этом же году Верхнесылвинский завод произвёл 16,4 тыс. пудов листового железа и был окончательно закрыт. При обсуждении планов развития Верх-Исетского горного округа владельцами было принято решение не восстанавливать производство на устаревших Сылвинских заводах. В течение 1911 года здания и оборудование двух Сылвинских заводов были демонтированы и перемещены на Верх-Исетский и Ревдинский заводы.